# STS-55
STS-55 byla čtrnáctá mise raketoplánu Columbia. Celkem se jednalo o 54. misi raketoplánu do vesmíru. Cílem letu byl let laboratoře Spacelab-D2.

## Posádka
- Steven R. Nagel (4) velitel
- Terence T. Henricks (2) pilot
- Jerry L. Ross (4) letový specialista 1
- Charles J. Precourt (1) letový specialista 2
- Bernard A. Harris Jr. (1) letový specialista 3
- Ulrich Walter (1) specialista pro užitečné zatížení 1
- Hans Schlegel (1) specialista pro užitečné zatížení 2

V závorkách je uvedený dosavadní počet letů do vesmíru včetně této mise.